# Schismatogobius fuligimentus
Schismatogobius fuligimentus är en fiskart som beskrevs av Chen, Séret, Pöllabauer och Shao 2001. Schismatogobius fuligimentus ingår i släktet Schismatogobius och familjen smörbultsfiskar. IUCN kategoriserar arten globalt som otillräckligt studerad. Inga underarter finns listade i Catalogue of Life.